# Noguera Ribagorzana

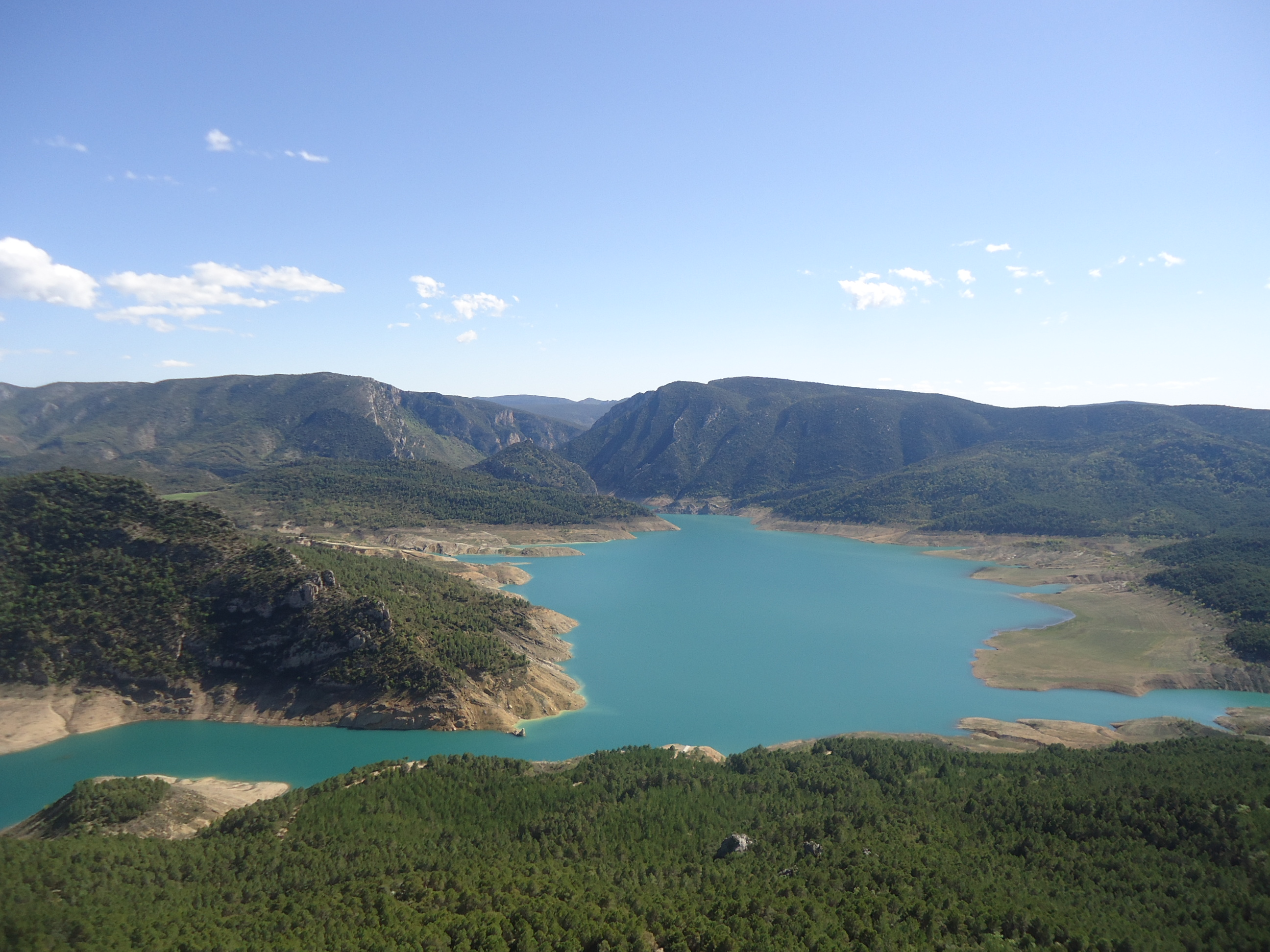
Stausee von Canelles

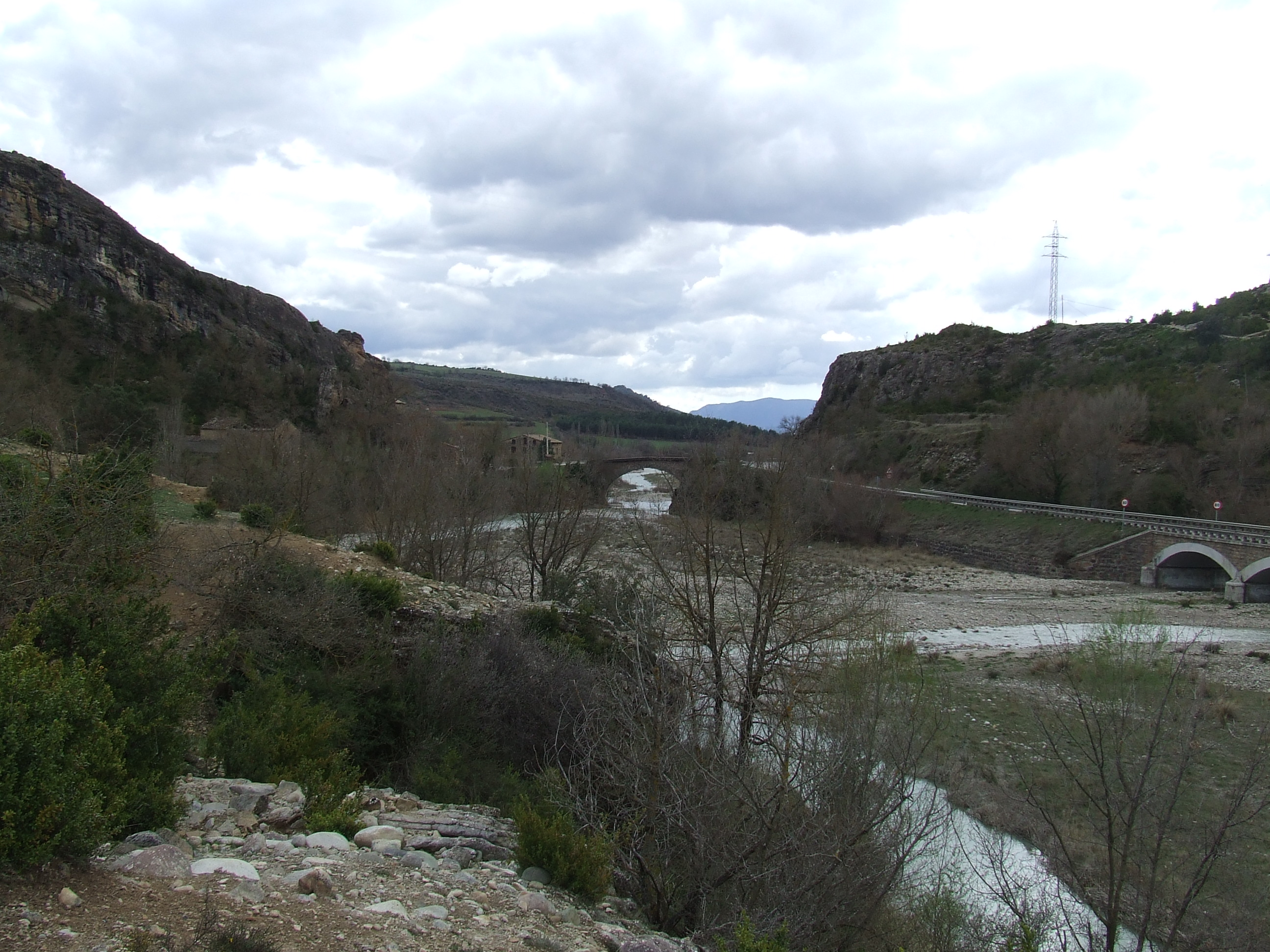
Der Fluss beim Pont d’Ornit

Die Noguera Ribagorzana (Spanisch) oder Noguera Ribagorçana (Katalanisch) ist ein 133 Kilometer langer Nebenfluss des Segre, dessen Ober- und Mittellauf im Großen und Ganzen die Grenze zwischen Aragonien und Katalonien in Spanien bildet. Sie entspringt in den Llacs de Mulleres im Massiv des Pico de Aneto (Pyrenäen) auf zirka 2450 m Höhe. Ihr Oberlauf in den Pyrenäen bis zum Stausee des Pantà d’Escales wird von einer der Hauptverbindungen zwischen Spanien und Frankreich, der N 230 begleitet. Im Mittellauf, wo sie im Pantà de Santa Anna und Pantà de Canelles gestaut wird, verengt sich das Tal, und die Straße verlässt es. Südlich von Montañana teilt sie durch den Engpass von Mont Rebei die Serra del Montsec in den Montsec de l’Estall im Westen und den Montsec d’Ares im Osten. Bei Corbins mündet die Noguera in den Segre, einige Kilometer oberhalb von Lleida.